# Villa gallo-romaine du Champ du Palais
La villa gallo-romaine du Champ du Palais est située sur la commune française de Bugeat, en Corrèze, dans le Limousin et la région Nouvelle-Aquitaine.

## Situation géographique
La villa gallo-romaine du Champ du Palais est le nom donné aux vestiges d’une construction gallo-romaine, qui est l’un des éléments, la « pars urbana », c’est-à-dire la partie destinée à l’habitation, d’un domaine agricole ; les vestiges de cette villa gallo-romaine sont situés à l’extrémité nord-ouest d’un plateau, à une distance de 500 m environ du bourg de Bugeat, près du Pont des Rochers, sur la route départementale 18 en direction de Bonnefond ; ce site est connu depuis le XIXe siècle.
À peu de distance de la villa du Champ du Palais, se trouve, à environ 8 kilomètres de là à vol d’oiseau, une autre villa, celle des ruines gallo-romaines des Cars ; dans ces vestiges, dont les premières fouilles ont été conduites par Marius Vazeilles, on a découvert des objets que l’on peut voir au musée d'archéologie et du patrimoine Marius-Vazeilles de Meymac ; on retrouve, aux Cars, site qui se trouve entre les bourgs de Pérols-sur-Vézère et de Saint-Merd-les-Oussines, des éléments d’une « villa urbana » qui sont comparables à ceux conservés au Champ du Palais : un bâtiment construit le long d’une cour en longueur bordée d’un dallage, une dizaine de pièces donnant sur cet espace, des murs érigés en petits moellons, une installation de chauffage par hypocauste.

## Observation toponymique
La dénomination « Palais », dans des toponymes, pour désigner un lieu où se trouvent d’anciens vestiges d’habitation, reprend, pour certains noms de lieux, le mot latin palatium , qui désigne un palais, une demeure, grande et luxueuse, où séjourne une personne disposant d’un grand pouvoir, comme un empereur, un roi, un prince ; c’est ainsi qu’il y a, en Haute-Vienne, une localité qui est « Le Palais-sur-Vienne », près de laquelle se trouvent, précisément, des vestiges gallo-romains ; en Corrèze, il y a le lieu-dit la Terre du Palais, sur la commune de Seilhac, où les bases d’une construction laissent supposer qu’il existait là une villa gallo-romaine d’une certaine richesse ; le toponyme du lieu-dit Champ-du-Palais, près de Bugeat, s’inscrit dans cette même logique.

## Fouilles archéologiques

### Découvertes avant 1950
Les substructions antiques se trouvant au lieu-dit Champ-du-Palais, près de la route se dirigeant vers Bonnefond et Egletons sont connues de longue date ; ce nom le Champ du Palais, avait été trouvé par les habitants du pays pour désigner les ruines d’une imposante construction très ancienne, dont la véritable nature, restée longtemps inconnue, laissait place à l’imagination ; une monnaie antique, un aureus de Néron, y a été découvert à la fin du XIXe siècle.

### Recherches des années 1960 et 1970
Jusqu’en 1960, les vestiges de la villa gallo-romaine du Champ du Palais, à Bugeat, n'ont pas encore fait l'objet de fouilles archéologiques approfondies, et on peut dire que le « palais » proche du village du Massoutre est encore, à cette époque, « à reconnaître » ; on sait, grâce aux investigations conduites par des instituteurs de Bugeat, qu’il existe sur ce site, au pied des murs du bâtiment, dont il ne reste que les substructions, un trottoir de dalles, creusé d'un caniveau à section semi-circulaire pour l'écoulement des eaux de pluie.

Près du Massoutre, au lieu-dit le Champ-du-Palais, à l’occasion de plusieurs fouilles menées entre les années 1920 et les années 1970, ont été retrouvés des objets antiques et des vestiges anciens, qui ont permis d'identifier que se trouvent à cet endroit des restes de constructions de l'époque gallo-romaine ; ont été ainsi découverts : une galerie dallée, de grandes dalles bordées d’un caniveau, deux chapiteaux, un fragment de colonne, une monnaie de bronze, des restes de céramique commune et de céramique sigillée.

### Sondages des années 2000
Les fouilles des années 2000 ont consisté à sonder deux secteurs ; pour le secteur I, le sondage a confirmé qu’il existe : une galerie dallée, un système de colonnade placé sur une bordure de blocs en granite, un caniveau également réalisé en granite ; ce sondage a révélé la partie d’une salle munie d’un hypocauste dont la particularité tient au fait que les pilettes (petits piliers soutenant le sol d’une salle destinée à être chauffée) sont en granite, de même que les dalles de la « suspensura » (pavement posé sur les « pilettes ») ; pour le secteur II, le sondage a mis au jour trois salles distinctes ; une des salles bénéficiait d’un système de chauffage par hypocauste construit à partir de matériaux en céramique ; une autre salle se distingue par la présence d’un dallage de type polygonal en granite rose. Ce sondage a mis au jour des éléments de construction et de décoration assez variés : « tegulae » (tuiles plates), « imbrices » (tuiles semi-cylindriques), une plaque de parement en céramique, un chapiteau, des plaques en grès rouge, des fragments d’enduits peints, des éléments métalliques (clous, crampons), des tessons de céramique, des fragments de verre à vitre, des fragments de plusieurs récipients en verre. Les différentes structures archéologiques et le mobilier découvert sur le site permettent d’attester une occupation du site du Ier siècle au IIIe siècle ; le sondage met en évidence la richesse de cet ensemble, avec un décor intérieur particulièrement soigné et luxueux, avec un parement de grès rouge, avec des enduits peints.

### Fouilles récentes depuis 2020
Connue depuis la fin du XIXe siècle et fouillée pour la première fois en 1962 puis en 2006 et 2007, la villa romaine du Champ du Palais a fait l’objet de fouilles durant l’été 2020. Les investigations concernaient une surface de 250 m2 au niveau de l’aile occidentale de la villa, partie qui devait initialement se développer sur au moins 5 000 m2 autour d’une cour. Cette aile, bordée par une grande galerie dallée en granite, desservait une série d’espaces et notamment une cour de service et une salle chauffée par le sol grâce à un système d’hypocauste. La fouille a permis de mettre en évidence les modes de construction de l’hypocauste. Les pilettes, très régulièrement réparties, reposaient sur un sol constitué de dalles de granite. Elles devaient initialement supporter des dalles en granite carrées de 60 cm de côté qui supportaient elles-mêmes une chape de béton de 15 cm d’épaisseur. La chaleur était fournie par le praefurnium (foyer) situé dans la cour de service. Elle circulait ensuite entre les pilettes sous le sol et les fumées étaient évacuées par des conduits ménagés dans au moins deux des murs de la salle. Cette pièce a fait l’objet d’une intense récupération de matériaux à la fin de l’Antiquité.
Du côté de la galerie dallée, le dallage a pu être intégralement dégagé et le mur ouest la séparant des autres pièces a été suivi. La fouille a permis de mettre au jour une marche donnant accès, au sud de la galerie, à une petite pièce au sol en béton de tuileau, et cette marche correspondait à l’emplacement d’un seuil de porte en granite qui desservait cette salle rectangulaire de 15 m2. Au sud de cette salle, une porte a été dégagée, qui donnait accès à une seconde salle au sol en béton. Lors de ces fouilles, du mobilier a été mis au jour (céramique, objets métalliques, etc.).

## Histoire

### Traces d’habitat avant la romanisation
Les témoignages, pour la région de Bugeat, d’un habitat datant de l’âge du fer, sont exceptionnels ; on peut noter que, à 13 kilomètres au sud de Bugeat, à Pradines, sur le site des Jaillants, a été découverte de la céramique dans le style de l’époque de La Tène (Ve siècle av. J.-C. au Ier siècle av. J.-C.), avec des vases non tournés décorés de motifs à la base du col. En lien avec cette même époque, il a été trouvé, à Bugeat, au Champ-du-Palais, en bordure sud du plateau où se développe l’occupation antique, à la suite de recherches effectuées en 2015, des traces d’une occupation antérieure à la romanisation ; ces vestiges sont ceux d’un foyer et de quelques trous de poteau ; aucun élément mobilier ne permet de dater cette première occupation ; une datation radiocarbone effectuée sur le foyer donne une date comprise entre 359 et 172 avant notre ère.

### La romanisation en Haute-Corrèze
La villa du Champ du Palais témoigne de l’époque, celle de la romanisation, qui a vu se produire, entre le Ier siècle et la fin du IIIe siècle, en Corrèze, et particulièrement dans le Nord, dans la région de la « Montagne », une importante mise en valeur des campagnes ; cette occupation de l’espace rural marque une prédilection pour les terres légères des plateaux de la « Montagne » aux dépens des terres plus lourdes des vallées et du sud de la Corrèze ; l’occupation rurale est visible, comme c’est le cas au Champ du Palais, à travers les vestiges de « villæ », dont on estime que le nombre, à cette époque, était tel que la distance entre les exploitations agricoles était, en moyenne d’un kilomètre.

### Indices de réaménagement dans la villa
Les données concernant les différentes étapes chronologiques de la mise en place du bâti de la villa du Champ-du-Palais sont presque totalement absentes ; il a néanmoins été observé, lors des fouilles effectuées en 2006 et 2007, que deux des 3 salles mises au jour correspondaient à une première phase de construction, et qu’une troisième salle, bénéficiant d’un système de chauffage par hypocauste, appartenait à une phase ultérieure de construction, avec des indices d'un réaménagement de la communication entre les trois salles, effectué lors de cette modification du bâti.

## Description

### Éléments types d'une «villa urbana»
La villa du Champ du Palais présente des traits que l’on rencontre souvent dans les constructions gallo-romaines liées à l’exploitation du sol ; dans cet habitat de type « villa urbana », le bâti occupe un espace global rectangulaire, orienté est-ouest ; des pièces d’habitation forment un grand L ou un grand U (à la villa du Champ du Palais, seule l’extrémité nord de l’aile occidentale a été étudiée), qui est ouvert vers le sud, offrant souvent la vue sur un étang ou sur un cours d’eau (à la villa du Champ du Palais, un ruisseau, le ruisseau du Pont des Rochers est, au sud, visible depuis les bâtiments d’habitation) ; il est à relever que la « pars rustica » de l’exploitation agricole, c’est-à-dire les bâtiments de travail, se trouvaient habituellement à l’est de la « pars urbana » (à la villa du Champ du Palais, la partie orientale de la zone occupée par l’exploitation agricole n’a pas été fouillée).

### Un bac à chaux
Au Champ du Palais, il a été identifié que de la chaux, nécessaire pour confectionner le mortier destiné à la construction des bâtiments, était conservée dans un bac à chaux, qui a été découvert sur le site ; la chaux était fabriquée par cuisson de pierres calcaires dans un four ; on disposait ainsi de chaux vive qu’un apport d’eau transformait en chaux éteinte ; ce matériau, avant d’être utilisé par les maçons, était conservé dans des bacs à chaux, qui ont été trouvées sur plusieurs sites gallo-romains, comme à Limoges et dans sa région.

### Des pilettes en granite
Au Champ du Palais, ont été mises à jour deux pièces d’habitation qui étaient chauffées par un système d’hypocauste sur pilettes ; l’un des systèmes de chauffage retrouvé, que l’on rencontre souvent dans les sites gallo-romains, a été mis en œuvre avec des pilettes constituées de briquettes empilées l’une sur l’autre ; une autre manière de mettre en œuvre ce système de pilettes, plus rarement rencontré, est présent au Champ du Palais, et il utilise des pilettes, hautes de 50 centimètres environ, façonnées dans du granite.

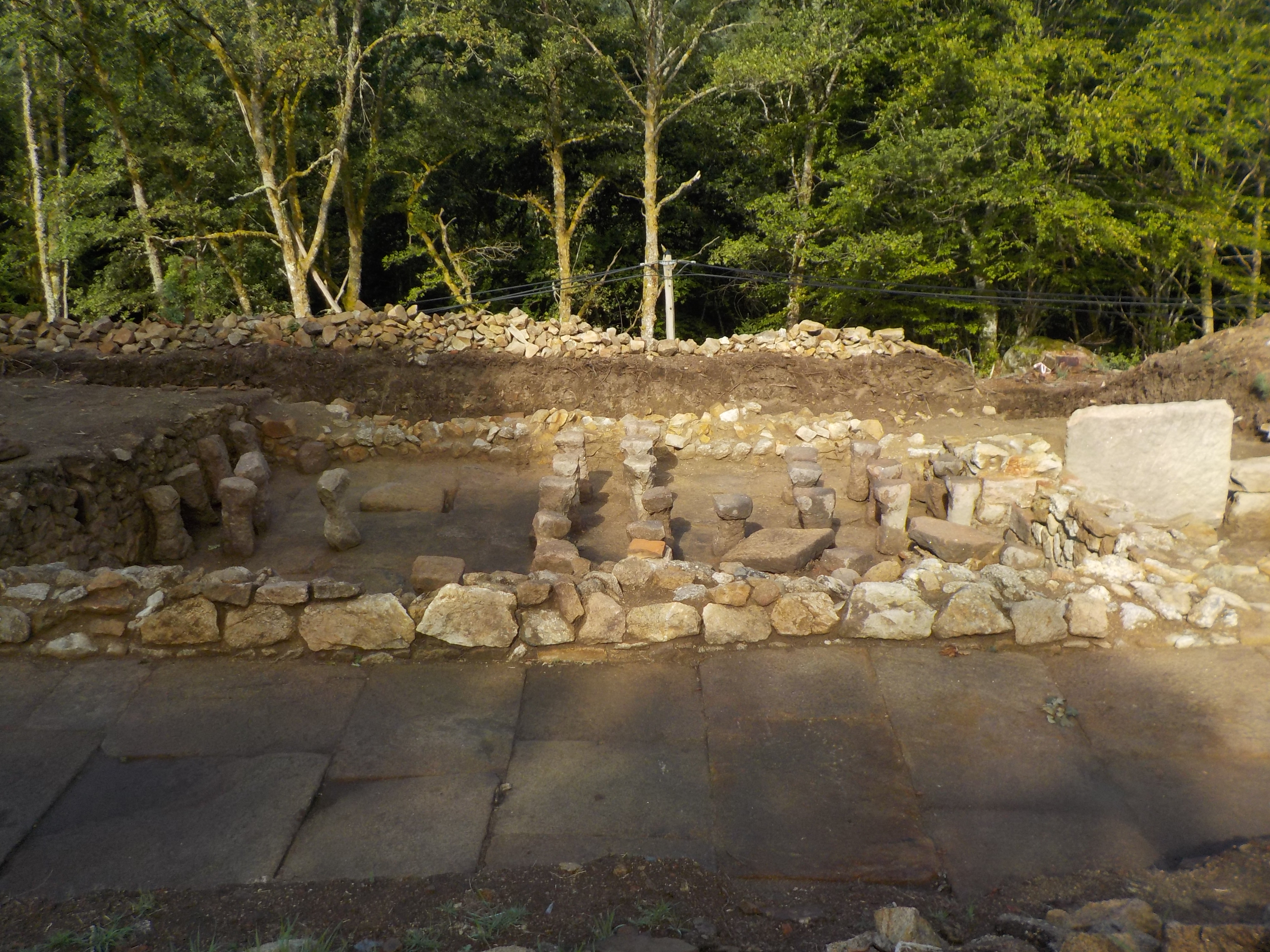
Aile ouest, vue générale, avec le système d’hypocauste.

## Protection
Le site a été inscrit aux monuments historiques le 22 décembre 2015 sous le nom de « villa gallo-romaine du Champ du Palais ». 